# Ночвина, Евдокия Павловна
Евдокия Павловна Ночвина (6 сентября 1926 — 11 августа 2012) — электросварщица Севмашпредприятия. Герой Социалистического Труда (1963). Почётный гражданин Северодвинска.

## Биография
Родилась 6 сентября 1926 в д.Шемурша, Куйбышевская область.
С 1943 г. жила в городе Молотовск (ныне Северодвинск) Архангельской области, где училась в школе № 7 фабрично-заводского обучения.
С июля 1944 г. работала электросварщицей на заводе № 402 (с 2008 года — ОАО "Производственное объединение «Северное машиностроительное предприятие»).
После Великой Отечественной войны принимала участие в строительстве надводных кораблей и подводных лодок. При её непосредственном участии к середине 1950-х гг. советскому флоту были сданы 46 кораблей, в том числе 2 крейсера и более 20 судов гражданского назначения.
Именно ей доверили варить ракетные эстакады первой ракетной дизельной подводной лодки. Участник строительства большинства надводных кораблей, дизель-электрических и атомных подводных лодок 1 и 2 поколений.
Указом Президиума Верховного Совета СССР (с грифом «не подлежит опубликованию») от 28 апреля 1968 года «за большие заслуги в деле создания и производства новых типов ракетного вооружения, а также атомных подводных лодок и надводных кораблей, оснащенных этим оружием, и перевооружения кораблей Военно-Морского Флота» удостоена звания Героя Социалистического Труда с вручением ордена Ленина и золотой медали Серп и Молот
Была единственной женщиной в Северодвинске, удостоенной геройского звания.
С 1991 г. на пенсии. Скончалась 11 августа 2012 года. Похоронена на городском кладбище в Северодвинске.
Награждена орденом Ленина, медалями, в том числе «За трудовую доблесть» и «За трудовое отличие».
Почётный гражданин Северодвинска (1979).